# Argajos I Macedoński
Argajos I (gr. Αργαίος) król Macedonii z dynastii Argeadów w latach 678 p.n.e. - 640 p.n.e. Argajos I był synem Perdikkasa I, którego zastąpił na tronie macedońskim. Po jego śmierci tron objął jego syn Filip I. Argajos został wspomniany przez Herodota, który opisał pochodzenie Aleksandra I.